# Musaranya petita de Zimbàbue
La musaranya petita de Zimbàbue (Crocidura silacea) és una espècie de mamífer de la família de les musaranyes (Soricidae).
que viu a Moçambic, Sud-àfrica, Eswatini, Zimbàbue i, possiblement també, Angola, Botswana, Lesotho, Malawi i Zàmbia.